# 口上水库
口上水库又称京娘湖，位于中国河北省武安市活水乡口上村，地处太行山东麓，是以发电、防洪为主，兼有供水、旅游等功能的中型水库。因宋太祖赵匡胤千里送京娘的故事发生在这一带，故得此名京娘湖。
口上水库是武安国家地质公园的重要组成部分，2005年被列为国家水利风景区。